# Espectros (Star Trek: La serie original)
Espectros (originalmente 'El último duelo') es el sexto episodio de la tercera temporada de Star Trek: La serie original que fue transmitido por primera vez el 25 de octubre de 1968, y fue repetido el 4 de abril de 1969. Este episodio fue el último transmitido por la NBC en la franja horaria de las 22:00 horas los días viernes. Fue el episodio número 61 en ser transmitido y el número 56 en ser producido, fue escrito por el antiguo productor Gene Coon (bajo el seudónimo de Lee Cronin) y dirigido por Vincent McEveety.
En la versión Bluray el título de este episodio en el audio en español es dado como El espectro de los pistoleros.
Resumen: Por haber violado la frontera del espacio melkotiano, el capitán Kirk y su tripulación son obligados a recrear los eventos del duelo en el corral O.K.

## Trama
En la fecha estelar 4385.3, se ordena a la nave estelar USS Enterprise, bajo el mando del capitán Kirk, que realice un contacto pacífico con los melkotianos, unos misteriosos habitantes extraterrestres del planeta Theta Kiokis II, pero es advertida por una extraña boya espacial de que no se dirija al planeta de los melkotianos.
Ignorando la advertencia, Kirk lleva al Enterprise al planeta. Kirk organiza una partida de desembarco compuesta por él mismo, su primer oficial Spock, el jefe de ingenieros Scott, el oficial médico jefe el doctor McCoy y el navegante Chekov y se teletransporta a la superficie del planeta para hacer contacto. Los melkotianos están furiosos por esta violación de su frontera y hacen prisioneros a la partida en una ilusión que toma la forma del pueblo de Tombstone, Arizona en el planeta Tierra en el día 26 de octubre de 1881.
La distribución del pueblo es recuperada de la mente de Kirk por parte de los melkotianos, pero éstos sólo tienen fragmentos de memoria para usarlas; por lo tanto la ilusión posee una apariencia incompleta surrealista - los edificios son fachadas obvias, las ventanas y cuadros parecen flotar en el medio de la nada, las puertas abren hacia ninguna parte, etc. La partida de desembarque tiene su equipo cambiado; los fásers son reemplazados por seis-tiros, los comunicadores y tricorders desaparecen y no hay forma de contactar al Enterprise.
Kirk y sus compañeros se dan cuenta rápidamente de que ahora ellos son los improvisados protagonistas de una bizarra recreación del legendario duelo en el corral O.K.. Kirk y su equipo representan los roles de los infames Cowboys: Kirk como Ike Clanton, Scott como Billy Clanton, McCoy como Tom McLaury, Spock como Frank McLaury y Chekov como Billy Claiborne. Tienen que enfrrentarse a los representantes de la ley Virgil, sus hermanos Wyatt y Morgan, junto con Doc Holliday. Es el castigo por traspasar la frontera y violar la estricta privacidad melkotiana, un duelo a muerte, reproducido como uno de los eventos históricos más famosos en el Salvaje Oeste con la tripulación en el lado que pierde.
Se encuentran con varios habitantes quienes los tratan de acuerdo a los personajes que representan y no pueden ser convencidos de otra cosa. Es especialmente verdadero para los Earp quienes están agresivamente convencidos de matarlos a todos a la hora acordada, o más pronto si tienen alguna excusa. La tripulación trata por todos los medios de prevenir la pelea, pero nada funciona. No pueden abandonar físicamente el pueblo, los Earp no pueden ser pacificados y el sheriff rehúsa interferir aparte de sugerir la inaceptable táctica de emboscar a los Earp. Las apuestas en juego se elevan cuando Chekov es involucrado románticamente con una chica local. Ella es acosada por Morgan Earp quien mata a Chekov cuando éste interviene. A pesar de la pérdida sufrida, Spock se da cuenta de que los hechos pueden ser cambiados ya que en el evento original Billy Claiborne sobrevive a la pelea.
Una leve esperanza de alterar los hechos se pierde cuando una granada de gas improvisada falla al ser probada, planeaban usarla para neutralizar a los Earp y así obtener una leve ventaja en el enfrentamiento. Spock observa que la granada debería haber funcionado, pero la hora del enfrentamiento llega sin que él pueda explicar su razonamiento. Cuando la tripulación rehúsa ir al corral, son teletransportados inmediatamente hacia ese lugar y no pueden escapar.
El equipo teme por sus vidas, pero Spock les explica su conclusión. Se da cuenta de que la granada de gas debería haber trabajado si las leyes físicas funcionaran correctamente. Por tal motivo, cuando esta granada falló significa que las leyes físicas han sido ignoradas y cuando esto sucede, la realidad no existe. En resumen, Spock concluye que todo el escenario no es real, sino que es una elaborada ilusión que ocurre en sus mentes y que sólo es real si sus mentes lo aceptan como tal.
Mientras la voluntad de Spock es tan fuerte, que la conclusión lógica de que nada en esta situación lo puede dañar, tiene que convencer a los otros de lo mismo, ya que cualquier menor duda será mortal ya que la mente lo hará real. Kirk ordena a Spock que haga una fusión mental con cada miembro del equipo, en un intento de borrar cualquier duda de sus mentes acerca de que las balas de las armas de los Earp son sólo fantasmas, y que pasarán a través de sus cuerpos sin dañarlos.
El tiroteo sucede tal como la historia dice que fue, pero cuando los Earp disparan sus revólveres, las balas no tienen ningún efecto tal como lo predijo Spock. Kirk derriba a Wyatt Earp pero no lo mata y le quita su arma. Después de que la pelea finaliza, los melkotianos regresan a Kirk y al resto de la partida de desembarque al Enterprise - incluyendo a Chekov, cuya atracción por la mujer confundió su percepción de la realidad lo suficiente como para que pudiera sobrevivir.
Un melkotiano aparece en la pantalla del puente y dice que está impresionado que aunque Kirk tuvo la oportunidad para matar a los Earp, escogió no hacerlo. Este acto de piedad cambia las opiniones de los melkotianos acerca de la Federación, y abre las puertas para establecer relaciones entre ambos pueblos.

## Remasterización del aniversario de los 40 años
Este episodio fue remasterizado en el año 2006 y fue transmitido el 19 de julio de 2008 como parte de la remasterización por el aniversario de los 40 años de la serie original. Fue precedido una semana antes por la versión remasterizada de Los guardianes de la nube y seguido una semana más tarde por la versión remasterizada de La empática". Además del audio y video remasterizado, y todas las animaciones de la USS Enterprise realizadas por CGI que es el estándar de todas las revisiones, los cambios específicos para este episodio son:
- La boya melkotiana fue modificada para mejorar su apariencia de alguna clase de cristal; las estrellas se mueven en forma más consistente con los intentos de la nave por rodear a la boya, y su explosión fue mejorada para ser más real.
- El planeta de Melkot fue modificado para parecer más real.
- La apariencia de los melkotianos fue mejorada tanto en la superficie del planeta como en la pantalla del puente del Enterprise.

## Producción
Como no existía presupuesto para un escenario completo, se le solicitó al director Vincent McEveety que usara una típica calle del Viejo Oeste con falsos frentes de edificios y sin paredes laterales.

## Nota
- Esta obra contiene una traducción  derivada de «Spectre of the Gun» de Wikipedia en inglés, concretamente de esta versión, publicada por sus editores bajo la Licencia de documentación libre de GNU y la Licencia Creative Commons Atribución-CompartirIgual 4.0 Internacional.